# Fablok Ls40
Ls40 – manewrowa lokomotywa spalinowa produkowana w Fabryce Lokomotyw im. Feliksa Dzierżyńskiego w Chrzanowie (obecnie Fablok) od 1952.

## Historia
Lokomotywa nie znalazła szerszego zastosowania w PKP (seria SM02) ze względu na niewielkie osiągi (zasięg: ok. 60 km, maksymalna prędkość: 11 km/h), jednakże, pod oznaczeniem Ls40, była szeroko używana do obsługi bocznic zakładów przemysłowych jako mała, ekonomiczna i lekka lokomotywa mogąca przetransportować niezbyt duże ładunki. W takiej roli można było je często spotkać do lat 90. XX wieku. Obecna tendencja odchodzenia małych i średnich zakładów od korzystania z transportu kolejowego doprowadziła do skasowania lub odstawienia znacznej liczby maszyn tego typu. Model Ls40 był najmniejszą (długość: 6 m, masa: 16 ton) lokomotywą normalnotorową produkowaną w powojennej Polsce. Do końca produkcji w 1961 roku chrzanowska fabryka wyprodukowała łącznie 581 sztuk Ls40.

## Modernizacje
Szybko okazało się, że niewielki silnik S-64L o mocy 44 KM okazał się zbyt słaby, dlatego stopniowo zastępowano go silnikami S324HL o mocy 60 KM oraz 75 KM (takimi jak w lokomotywach Ls60).

## Galeria

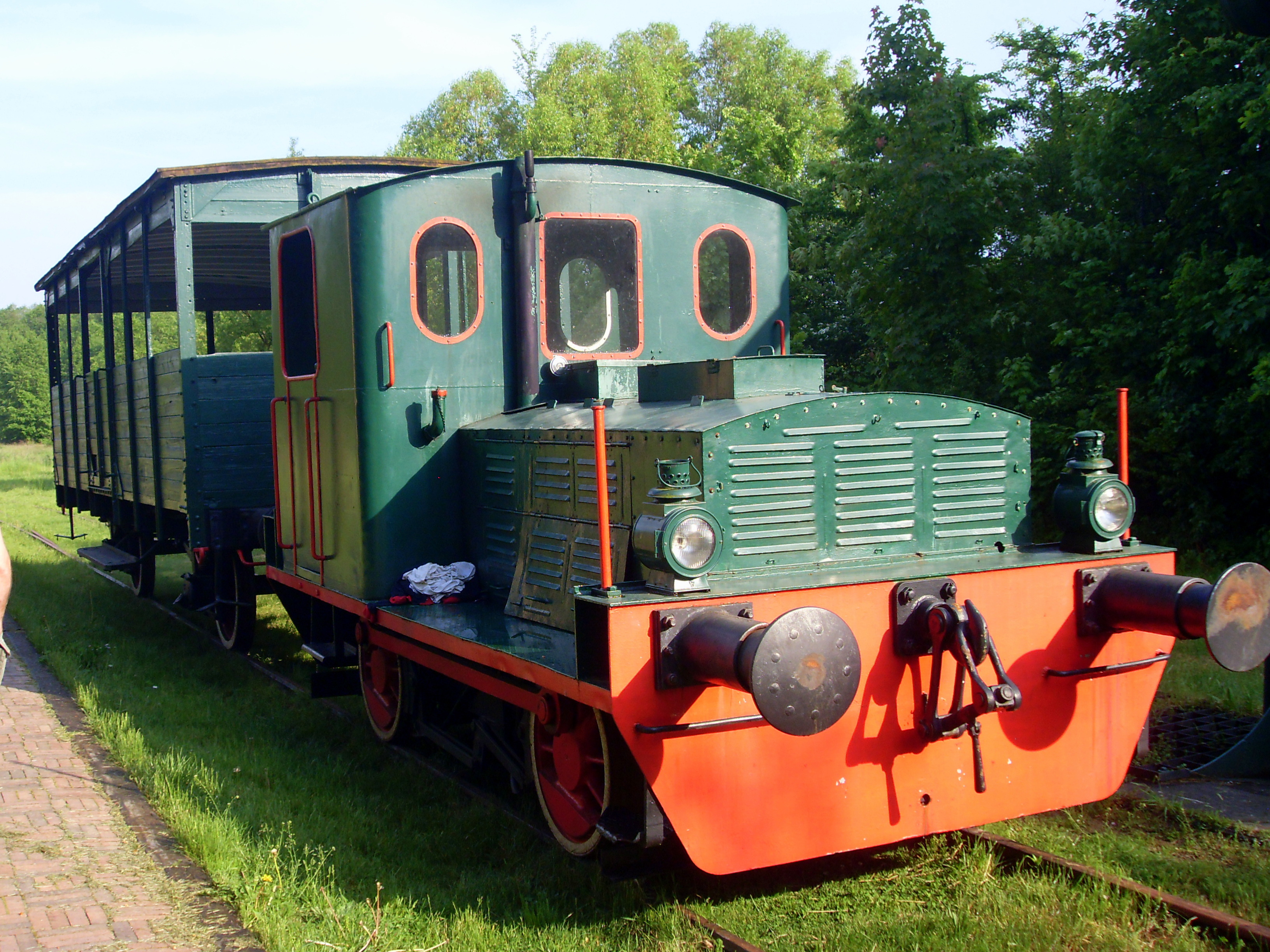
Ls40-4591 na stacji Białowieża Towarowa
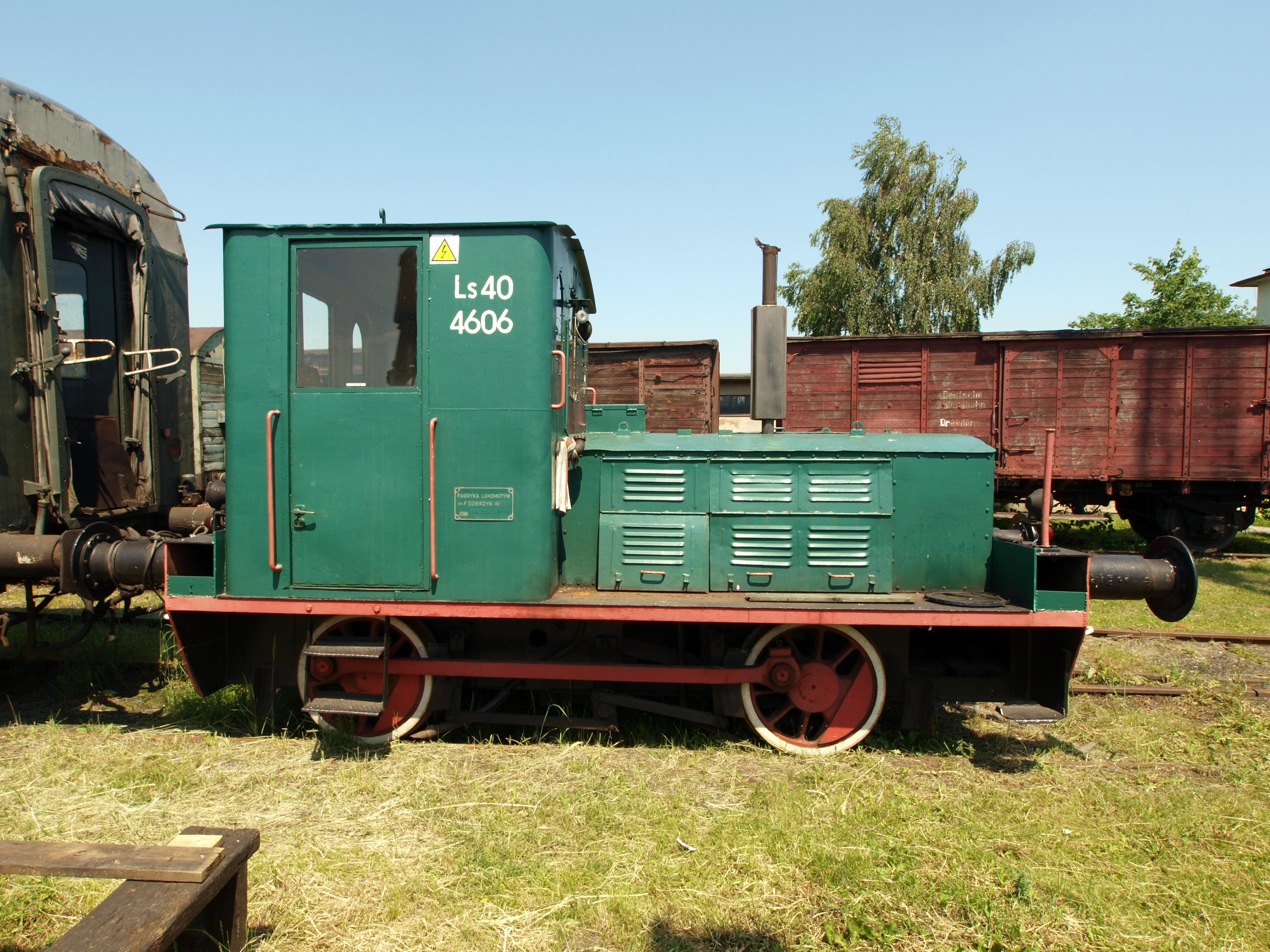
Ls40-4606 w Jaworzynie Śląskiej
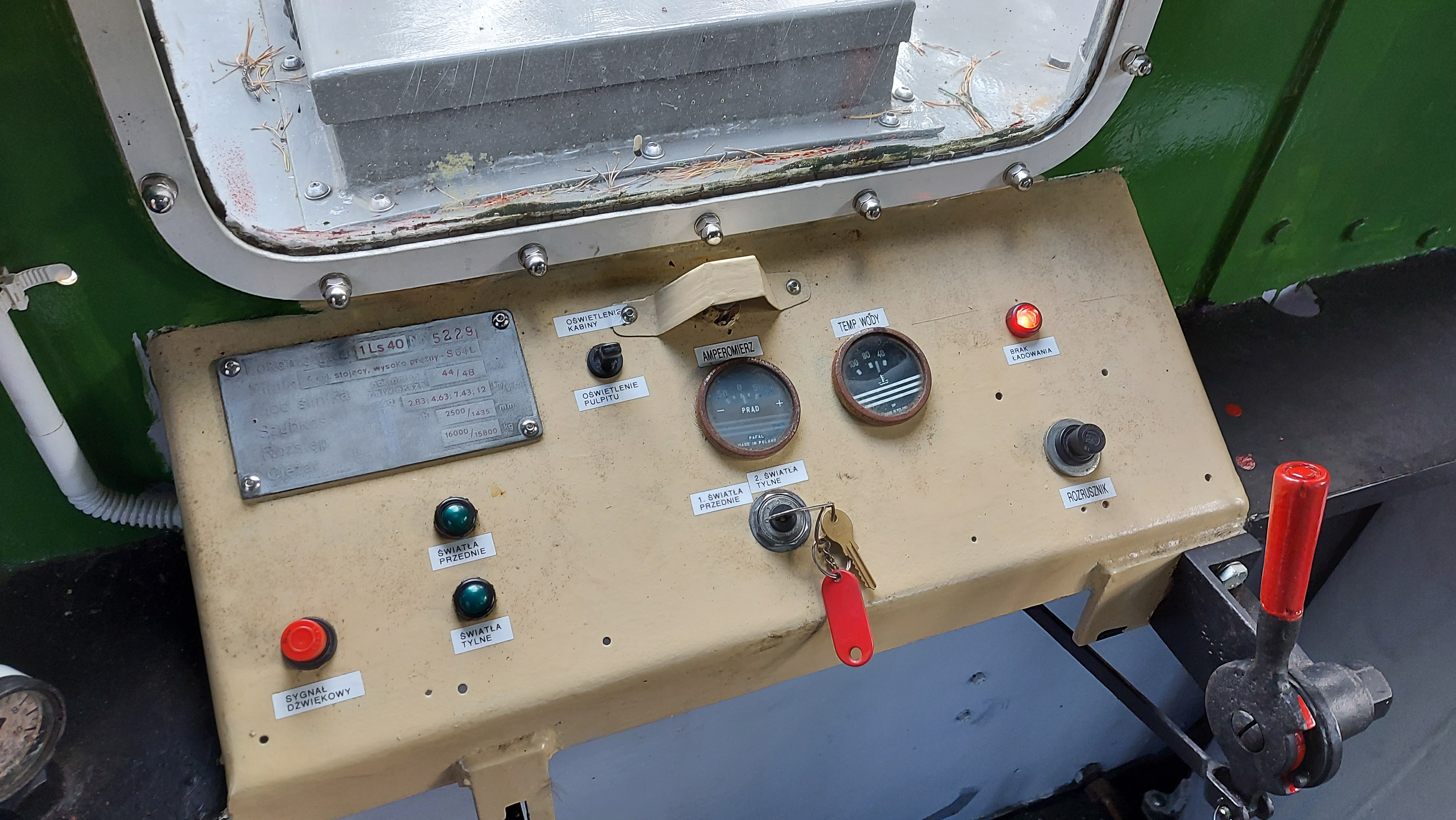
Pulpit lokomotywy Ls40-5229 w Helu